# Penal de Rawson
El Instituto de Seguridad y Resocialización (Unidad 6) conocido como el Penal de Rawson, es una cárcel de máxima seguridad ubicada en 9 de julio 397, Rawson, provincia del Chubut, Argentina. Cobró notoriedad el 15 de agosto de 1972 con la fuga masiva y posterior masacre de presos detenidos por el gobierno militar de facto de entonces.

## Características
Con 40,6 hectáreas, tiene una capacidad de alojamiento de 540 presos y un personal de 285 penitenciarios.
Los pabellones están dispuestos en dos cuerpos de dos plantas cada uno y cuentan con un equipo de cuatro guardias cada planta (conformando un total de 16). Ambos edificios, se unen por un pasillo de unos 15 metros que se continúa hasta encontrar un tercer cuerpo donde están las oficinas del director, subdirector, jefe de guardia, casino de oficiales, oficinas y la puerta de entrada al edificio, con dos guardias. Del pasillo que une al segundo y tercer cuerpo, salen dos puertas que llevaban, a la enfermería y sala de visitas, y al casino de oficiales. Una tercera puerta da a la cocina.
Afuera, hay un descampado y a unos 60 metros, la garita de entrada al Penal con tres custodias. Hacia la derecha del tercer edificio hay también un galpón con diez hombres, armados con FAL, que componen la guardia de reserva. El resto del terreno lo cubren algunos talleres, depósitos y una cancha de fútbol. Todo está cercado por un paredón de cuatro metros de altura con 12 torretas para guardias armados.

## Historia
Comenzó a construirse en el año 1935 por iniciativa del entonces director general de Institutos Penales Juan José O'Connor, para dotar al entonces Territorio Nacional del Chubut de una cárcel cómoda y moderna que respondiera a las necesidades de la época y ofreciera mayor seguridad contra posibles evasiones, facilitando en lo posible la estricta vigilancia requerida.
Abre sus puertas el 23 de marzo de 1935; ocupando 14 manzanas sobre un antiguo canal de riego, teniendo pabellones paralelos y celdas individuales, dotadas de calefacción, y oficinas administrativas, recintos de guardia, enfermería, escuela, biblioteca y talleres.
Debido al aislamiento de la región, durante la Revolución Argentina, Alejandro Agustín Lanusse la destinó para concentrar allí a todos los presos políticos, entre ellos miembros de organizaciones armadas, estudiantiles, sindicalistas y gremialistas. Entre ellos Gregorio Flores, Agustín Tosco, Tulio Valenzuela y jefes de organizaciones armadas. De los ocho pabellones, los cuatro primeros eran de presos comunes y los restantes, de los políticos. Los primeros presos llegaron en marzo de 1971, hacia abril del año siguiente había alrededor de 200.

### Masacre de Trelew
El 15 de agosto de 1972 a las 18:30 horas comenzó un masivo intento de fuga en el penal. Durante la fuga Marcos Osatinsky mató al guardiacárcel Juan Gregorio Valenzuela que se resistió. El copamiento interno del penal fue cumplido perfectamente, pero lograron su objetivo solamente dos grupos, uno de 6 y otro de 19 de los más de cien reclusos miembros de las organizaciones armadas Ejército Revolucionario del Pueblo (ERP), Fuerzas Armadas Revolucionarias (FAR) y Montoneros.
El jefe del operativo era Mario Roberto Santucho, del Partido Revolucionario de los Trabajadores, aunque algunas declaraciones -especialmente la de Fernando Vaca Narvaja, único sobreviviente de ambos grupos de evadidos- afirman que Marcos Osatinsky (de las FAR) había comenzado a planificar la fuga antes de que Santucho llegue al penal. En la planificación de ésta, ni la dirección externa del PRT ni de las FAR, ni la de Montoneros estaban del todo convencidas de las posibilidades de éxito. Sin embargo, dentro del penal crecía la unidad y el compañerismo entre los guerrilleros de las distintas organizaciones -se entonaban con entusiasmo canciones folklóricas, como la "Luis Burela"- y se suponía que el escape era factible dado que los militares no esperaban que la fuga se planificara y se hiciera "desde adentro".
De concretarse la fuga implicaría no solo haber encarado con éxito una estrategia unificada de las organizaciones, sino que también provocaría un alto impacto político al convertirse en la fuga masiva más importante de la historia argentina (un alto impacto había tenido un año antes la fuga masiva de los Tupamaros de la cárcel uruguaya de Punta Carretas, operación llamada "el abuso" ocurrida el 6 de septiembre de 1971).
Los presos desecharon cavar un túnel por la dureza del terreno (aunque en los años 80 se descubrió un principio de excavación disimulado bajo las baldosas de una celda). Entonces, el plan contempló escapar en camiones hasta el aeropuerto de Trelew, distante unos 20 kilómetros, y de ahí en avión hasta Santiago de Chile.
Estos dos dirigentes junto a Fernando Vaca Narvaja, Roberto Quieto, Enrique Gorriarán Merlo y Domingo Menna integraban el denominado Comité de fuga, y fueron los únicos que pudieron huir rápidamente en un automóvil Ford Falcon que los esperaba, y trasladarse al aeropuerto de Trelew (hoy Aeroclub Trelew y Centro Cultural por la Memoria) para abordar una aeronave comercial BAC 1-11 de la empresa Austral, previamente secuestrada por un comando guerrillero de apoyo.
Los demás vehículos de transporte que debían esperar al resto de fugados no se hicieron presentes en la puerta de la cárcel debido a una confusa interpretación de las señales preestablecidas. Sin embargo, un segundo grupo de 19 evadidos logró arribar por sus propios medios en tres taxis al aeropuerto, pero llegaron tarde, justo en el momento en que la aeronave despegaba rumbo al vecino país de Chile, gobernado entonces por el socialista Salvador Allende. Este grupo fue detenido por las fuerzas armadas y fusilado el 22 de agosto en la Base Aeronaval Almirante Zar de Trelew, sobreviviendo 3 personas.

### Golpe de 1976 y Centro de detención clandestino
Rawson volvió a recibir presos políticos en 1974 y continuó alojándolos los siguientes diez años. En ese período, se calcula que entre 10 y 12 mil presos políticos pasaron por las cárceles. Durante el Proceso de Reorganización Nacional de 1976, aquí estuvieron Hipólito Solari Yrigoyen y Mario Abel Amaya. Hoy en día, aún están la sección Requisa y las celdas de aislamiento (que eran denominadas "los chanchos"). Aquí se cometieron torturas y crímenes de lesa humanidad.

### Años posteriores
El 24 de enero de 2016, en un operativo secreto trasladaron desde el penal de Ezeiza a Máximo Ariel "Guille" Cantero, uno de los líderes de la banda narcotraficante Los Monos que operaban en Rosario, provincia de Santa Fe.